# Bloomfield (Iowa)
Bloomfield település az Amerikai Egyesült Államok Iowa államában, Davis megyében, melynek megyeszékhelye is. Lakosainak száma 2682 fő (2020. április 1.).

## Népesség
A település népességének változása:

| 2010 | 2 640 |
| 2020 | 2 682 |